# 500 Miglia di Indianapolis 2012
La 500 Miglia di Indianapolis del 2012, giunta alla sua 96ª edizione, si è disputata il 27 maggio 2012 sull'ovale dell'Indianapolis Motor Speedway. È stata anche la quinta tappa della stagione 2012 dell'Indy Racing League ed è stata vinta da Dario Franchitti, al suo terzo successo in questa corsa dopo quelli del 2007 e del 2010.

## Qualifiche

### Pole Day
Il Pole Day, tenutosi il 19 maggio, ha definito i primi 24 qualificati alla gara; di questi piloti i nove più veloci hanno partecipato ad un'ulteriore sessione cronometrata per stabilire la pole position. La velocità media è calcolata in miglia orarie sulla distanza di 4 giri.

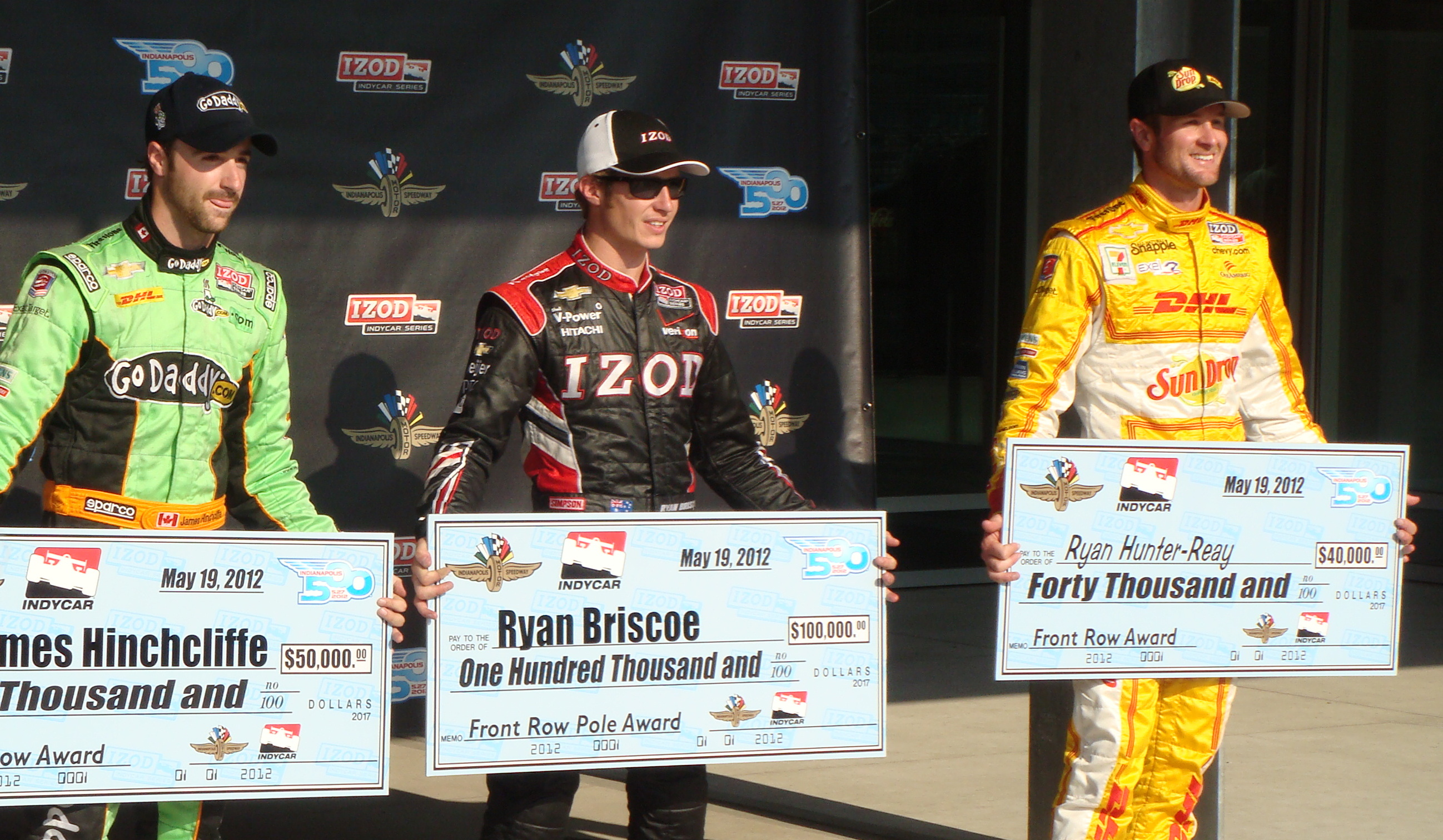
Hinchcliffe, Briscoe e Hunter-Reay, i tre piloti partiti in prima fila.

Le prime 24 posizioni sono le seguenti:
| Pos        | #          | Pilota                 | Team                               | Motore     | V. media    | Punti      |
| Pole Day-2 | Pole Day-2 | Pole Day-2             | Pole Day-2                         | Pole Day-2 | Pole Day-2  | Pole Day-2 |
| ---------- | ---------- | ---------------------- | ---------------------------------- | ---------- | ----------- | ---------- |
| 1          | 2          | Ryan Briscoe           | Team Penske                        | Chevrolet  | 226,484     | 15         |
| 2          | 27         | James Hinchcliffe      | Andretti Autosport                 | Chevrolet  | 226,481     | 13         |
| 3          | 28         | Ryan Hunter-Reay       | Andretti Autosport                 | Chevrolet  | 226,240     | 12         |
| 4          | 26         | Marco Andretti         | Andretti Autosport                 | Chevrolet  | 225,456     | 11         |
| 5          | 12         | Will Power             | Team Penske                        | Chevrolet  | 225,422     | 10         |
| 6          | 3          | Hélio Castroneves      | Team Penske                        | Chevrolet  | 225,172     | 9          |
| 7          | 67         | Josef Newgarden (R)    | Sarah Fisher Hartman Racing        | Honda      | 224,037     | 8          |
| 8          | 11         | Tony Kanaan            | KV Racing Technology               | Chevrolet  | Senza tempo | 7          |
| 9          | 5          | E.J. Viso              | KV Racing Technology               | Chevrolet  | Senza tempo | 6          |
| Pole Day-1 |            |                        |                                    |            |             |            |
| 10         | 8          | Rubens Barrichello (R) | KV Racing Technology               | Chevrolet  | 224,264     | 4          |
| 11         | 98         | Alex Tagliani          | Team Barracuda – BHA               | Honda      | 224,000     | 4          |
| 12         | 38         | Graham Rahal           | Chip Ganassi Racing                | Honda      | 223,959     | 4          |
| 13         | 25         | Ana Beatriz            | Andretti Autosport/Conquest Racing | Chevrolet  | 223,920     | 4          |
| 14         | 83         | Charlie Kimball        | Chip Ganassi Racing                | Honda      | 223,868     | 4          |
| 15         | 9          | Scott Dixon            | Chip Ganassi Racing                | Honda      | 223,684     | 4          |
| 16         | 50         | Dario Franchitti       | Chip Ganassi Racing                | Honda      | 223,582     | 4          |
| 17         | 19         | James Jakes (R)        | Dale Coyne Racing                  | Honda      | 223,482     | 4          |
| 18         | 4          | J.R. Hildebrand        | Panther Racing                     | Chevrolet  | 223,422     | 4          |
| 19         | 15         | Takuma Satō            | Rahal Letterman Lanigan Racing     | Honda      | 223,392     | 4          |
| 20         | 99         | Townsend Bell          | Schmidt–Hamilton Motorsports       | Honda      | 223,134     | 4          |
| 21         | 18         | Justin Wilson          | Dale Coyne Racing                  | Honda      | 222,929     | 4          |
| 22         | 30         | Michel Jourdain Jr.    | Rahal Letterman Lanigan Racing     | Honda      | 222,893     | 4          |
| 23         | 77         | Simon Pagenaud (R)     | Schmidt–Hamilton Motorsports       | Honda      | 222,891     | 4          |
| 24         | 17         | Sebastián Saavedra     | Andretti Autosport/AFS Racing      | Chevrolet  | 222,811     | 4          |

### Bump Day
Il 20 maggio si è tenuto il Bump Day, che ha determinato le ultime nove vetture qualificate alla corsa.
Gli ultimi piloti qualificati sono i seguenti:
| Pos | #   | Pilota              | Team                             | Motore    | V. media | Punti |
| --- | --- | ------------------- | -------------------------------- | --------- | -------- | ----- |
| 25  | 7   | Sébastien Bourdais  | Dragon Racing                    | Chevrolet | 223,760  | 3     |
| 26  | 41  | Wade Cunningham (R) | A. J. Foyt Enterprises           | Honda     | 223,258  | 3     |
| 27  | 22  | Oriol Servià        | Panther/Dreyer & Reinbold Racing | Chevrolet | 222,393  | 3     |
| 28  | 20T | Ed Carpenter        | Ed Carpenter Racing              | Chevrolet | 222,324  | 3     |
| 29  | 14  | Mike Conway         | A. J. Foyt Enterprises           | Honda     | 222,319  | 3     |
| 30  | 6   | Katherine Legge (R) | Dragon Racing                    | Chevrolet | 221,624  | 3     |
| 31  | 39  | Bryan Clauson (R)   | Sarah Fisher Hartman Racing      | Honda     | 214,455  | 3     |
| 32  | 78  | Simona de Silvestro | HVM Racing                       | Lotus     | 214,393  | 3     |
| 33  | 64  | Jean Alesi (R)      | Fan Force United                 | Lotus     | 210,094  | 3     |

## Gara
I risultati della gara sono i seguenti:
| Pos | #  | Pilota                 | Team                               | Motore    | Giri | Tempo/Ritirato     | Griglia | Giri in testa | Punti |
| --- | -- | ---------------------- | ---------------------------------- | --------- | ---- | ------------------ | ------- | ------------- | ----- |
| 1   | 50 | Dario Franchitti       | Chip Ganassi Racing                | Honda     | 200  | 2h58'51"2532       | 16      | 23            | 54    |
| 2   | 9  | Scott Dixon            | Chip Ganassi Racing                | Honda     | 200  | + 0"0295           | 15      | 53            | 44    |
| 3   | 11 | Tony Kanaan            | KV Racing Technology               | Chevrolet | 200  | + 0"0677           | 8       | 7             | 42    |
| 4   | 22 | Oriol Servià           | Panther/Dreyer & Reinbold Racing   | Chevrolet | 200  | + 2"9166           | 27      | 0             | 38    |
| 5   | 2  | Ryan Briscoe           | Team Penske                        | Chevrolet | 200  | + 3"6721           | 1       | 15            | 45    |
| 6   | 27 | James Hinchcliffe      | Andretti Autosport                 | Chevrolet | 200  | + 4"0962           | 2       | 5             | 41    |
| 7   | 18 | Justin Wilson          | Dale Coyne Racing                  | Honda     | 200  | + 4"2430           | 21      | 0             | 30    |
| 8   | 83 | Charlie Kimball        | Chip Ganassi Racing                | Honda     | 200  | + 4"6056           | 14      | 3             | 28    |
| 9   | 99 | Townsend Bell          | Schmidt–Hamilton Motorsports       | Honda     | 200  | + 5"6168           | 20      | 0             | 26    |
| 10  | 3  | Hélio Castroneves      | Team Penske                        | Chevrolet | 200  | + 7"6352           | 6       | 0             | 29    |
| 11  | 8  | Rubens Barrichello (R) | KV Racing Technology               | Chevrolet | 200  | + 7"9240           | 10      | 2             | 23    |
| 12  | 98 | Alex Tagliani          | Team Barracuda – BHA               | Honda     | 200  | + 8"2543           | 11      | 2             | 22    |
| 13  | 38 | Graham Rahal           | Chip Ganassi Racing                | Honda     | 200  | + 8"7539           | 12      | 0             | 21    |
| 14  | 4  | J.R. Hildebrand        | Panther Racing                     | Chevrolet | 200  | + 11"3423          | 18      | 0             | 20    |
| 15  | 19 | James Jakes (R)        | Dale Coyne Racing                  | Honda     | 200  | + 13"4494          | 17      | 0             | 19    |
| 16  | 77 | Simon Pagenaud (R)     | Schmidt–Hamilton Motorsports       | Honda     | 200  | + 14"1382          | 23      | 0             | 18    |
| 17  | 15 | Takuma Satō            | Rahal Letterman Lanigan Racing     | Honda     | 199  | Contatto           | 19      | 31            | 17    |
| 18  | 5  | E.J. Viso              | KV Racing Technology               | Chevrolet | 199  | + 1 giro           | 9       | 0             | 18    |
| 19  | 30 | Michel Jourdain Jr.    | Rahal Letterman Lanigan Racing     | Honda     | 199  | + 1 giro           | 22      | 0             | 16    |
| 20  | 7  | Sébastien Bourdais     | Dragon Racing                      | Chevrolet | 199  | + 1 giro           | 25      | 0             | 15    |
| 21  | 20 | Ed Carpenter           | Ed Carpenter Racing                | Chevrolet | 199  | + 1 giro           | 28      | 0             | 15    |
| 22  | 6  | Katherine Legge (R)    | Dragon Racing                      | Chevrolet | 199  | + 1 giro           | 30      | 0             | 15    |
| 23  | 25 | Ana Beatriz            | Andretti Autosport/Conquest Racing | Chevrolet | 190  | + 10 giri          | 13      | 0             | 16    |
| 24  | 26 | Marco Andretti         | Andretti Autosport                 | Chevrolet | 187  | Contatto           | 4       | 59            | 23    |
| 25  | 67 | Josef Newgarden (R)    | Sarah Fisher Hartman Racing        | Honda     | 161  | Problema meccanico | 7       | 0             | 18    |
| 26  | 17 | Sebastián Saavedra     | Andretti Autosport/AFS Racing      | Chevrolet | 143  | Problema elettrico | 24      | 0             | 14    |
| 27  | 28 | Ryan Hunter-Reay       | Andretti Autosport                 | Chevrolet | 123  | Sospensione        | 3       | 0             | 22    |
| 28  | 12 | Will Power             | Team Penske                        | Chevrolet | 79   | Contatto           | 5       | 0             | 20    |
| 29  | 14 | Mike Conway            | A. J. Foyt Enterprises             | Honda     | 78   | Contatto           | 29      | 0             | 13    |
| 30  | 39 | Bryan Clauson (R)      | Sarah Fisher Hartman Racing        | Honda     | 46   | Problema meccanico | 31      | 0             | 13    |
| 31  | 41 | Wade Cunningham (R)    | A. J. Foyt Enterprises             | Honda     | 42   | Problema elettrico | 26      | 0             | 13    |
| 32  | 78 | Simona de Silvestro    | HVM Racing                         | Lotus     | 10   | Squalificata       | 32      | 0             | 13    |
| 33  | 64 | Jean Alesi (R)         | Fan Force United                   | Lotus     | 9    | Squalificato       | 33      | 0             | 13    |